# James Burrows
James Burrows (Derby, 7 luglio 1991) è un attore britannico. Attivo fin dall'adolescenza, ha acquisito popolarità a partire dal 2018 grazie alla sua partecipazione alla soap opera Coronation Street.

## Biografia
Debutta nel mondo del cinema nel 2006 con un ruolo minore nel film This Is Englad, per poi recitare pochi anni dopo nel thriller Eden Lake. Nel 2009 fa il suo debutto televisivo in un episodio della soap opera Doctors, in cui ritornerà per altri due episodi nel 2011. Negli anni successivi continua a dividersi fra cinema e televisione, interpretando perlopiù ruoli secondari; fa eccezione il film Inbred, in cui interpreta uno dei ruoli principali. A partire dal 2016 ottiene ruoli più rilevanti nell'ambito televisivo, ottenendo ruoli ricorrenti nelle serie TV Safe House, Brief Encounters e Love, Lies and Records, in cui ottiene un ruolo ricorrente. Nel 2018 ottiene un ruolo nel cast principale della soap opera Coronation Street, che manterrà per 3 anni apparendo in 173 episodi della trasmissione, ottenendo una popolarità mai sperimentata in precedenza nonché una candidatura agli Inside Soap Awards nella categoria "miglior nuovo interprete in una soap". In seguito alla popolarità raggiunta attraverso Coronation Street, Burrows ottiene il ruolo di Roy Knight nel film biografico Una famiglia al tappeto. Nel 2021 appare in un episodio della serie TV All Creatures Great and Small, per poi ottenere un ruolo nel film

## Filmografia

### Cinema
- This Is England, regia di Shane Meadows (2006)
- Eden Lake, regia di James Watkins (2008)
- Robin Hood, regia di Ridley Scott (2010)
- Imbred, regia di Alex Chandon (2011)
- Uwantme2killhim?, regia di Andrew Douglas (2013)
- Una famiglia al tappeto, regia di Stephen Merchant (2019)

### Televisione
- Doctors – Soap opera, 3 episodi (2009; 2011)
- Coming Up – Serie TV, 2 episodi (2014)
- Casualty – Serie TV, 1 episodio (2011)
- Skins – Serie TV, 2 episodi (2012)
- Vera – Serie TV, 1 episodio (2012)
- Valle di luna – Soap opera, 2 episodi (2012)
- Testimoni silenziosi – Serie TV, 2 episodi (2013)
- My Mad Fat Diary – Serie TV, 2 episodi (2013)
- The Crash – Film TV, regia di
- Happy Valley – Serie TV, 1 episodio (2014)
- Father Brown – Serie TV, 1 episodio (2015)
- Safe House - Nessuno è al sicuro – Serie TV, 4 episodi (2015)
- Prey  – Serie TV, 2 episodi (2015)
- Fresh Meat – Serie TV, 1 episodio (2016)
- Brief Encounters – Serie TV, 3 episodi (2016)
- Mount Pleasant – Serie TV, 8 episodi (2016)
- Love, Lies and Records – 4 episodi (2017)
- Coronation Street – Soap opera, 137 episodi (2018-2020)